# Gallia Narbonensis

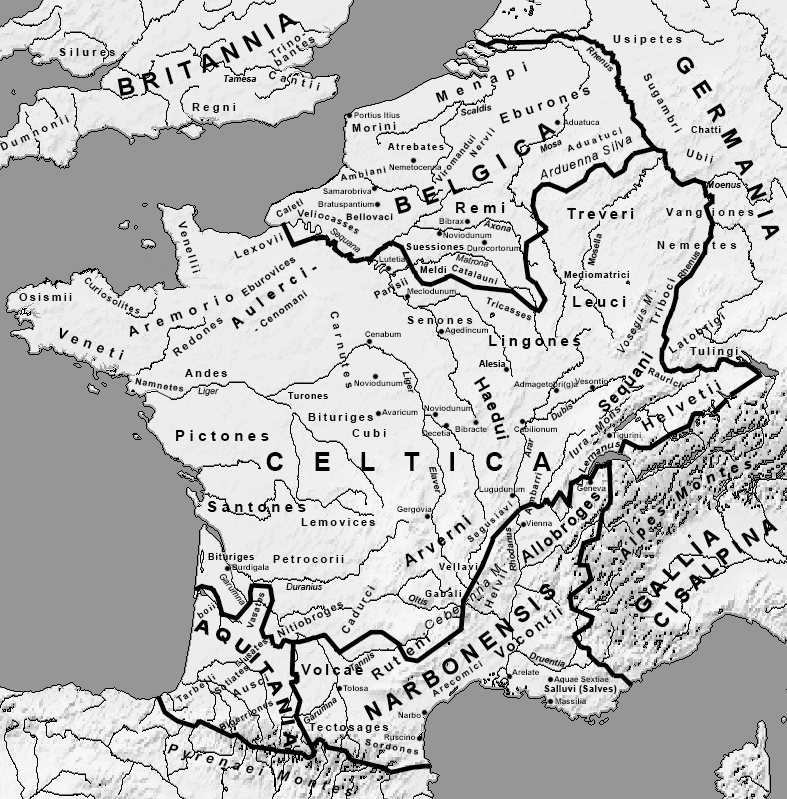
Provincia romană Gallia Narbonensis în jurul anului 58 î.C.

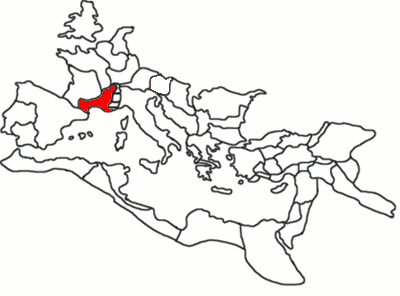
Provincia Gallia Narbonensis în cadrul Imperiului Roman în jurul anului 120 d.C.

Gallia Narbonensis a fost o provincie romană aflată în zona Languedocului și Provenței de astăzi, din sudul Franței. A mai fost cunoscută și sub numele de Gallia Transalpina (Galia Transalpină). Romanii o numeau și Provincia Nostra ("provincia noastră") sau simplu Provincia, un nume care s-a păstrat în denumirea modernă a regiunii, Provence.
Mărginindu-se direct cu Italia controlul asupra provinciei oferea statului roman anumite avantaje, precum controlul asupra rutelor terestre dintre Italia și Peninsula Iberică; un tampon împotriva atacurilor asupra Italiei din partea triburilor din Galia; și controlul asupra rutelor comerciale aducătoare de profit ale văii Ronului, prin care curgeau bunuri între Galia și centrul comercial de la Massalia, astăzi Marsilia.

## Istorie
Zona a devenit provincie romană în 121 î.Hr., inițial sub numele de Gallia Transalpina. Acest nume a fost ales pentru a o deosebi de Galia Cisalpină. "Transalpină" înseamnă "de dincolo de Alpi", în timp ce "Cisalpină" înseamnă "de partea aceasta a Alpilor". Galia Cisalpină se afla în partea estică a lanțului Alpilor, în Italia de nord de astăzi, cuprinzând și unele zone din Franța; Galia Transalpină se afla mai la vest, în sud-estul Franței de astăzi. Împreună, ele formau regiunea Galia.
Provincia Gallia Transalpina a fost ulterior redenumită Gallia Narbonensis, după capitala sa, colonia romană Narbo Martius (Narbonne), fondată pe coastă, în anul 118 î.Hr..